# Stenotafrum
Stenotafrum (lat. Stenotaphrum), biljni rod iz porodice trava. Sedam je priznatih vrsta jednogodišnjih i višegodišnjih biljaka rasprostranjenih po tropskim krajevima Amerike, Afrike, Azije i Australije. Neke vrste uvezene su po drugim dijelovima svijeta, osobito portugalska trava.

## Vrste
1. Stenotaphrum clavigerum Stapf
2. Stenotaphrum dimidiatum (L.) Brongn.
3. Stenotaphrum helferi Munro ex Hook.f.
4. Stenotaphrum micranthum (Desv.) C.E.Hubb.
5. Stenotaphrum oostachyum Baker
6. Stenotaphrum secundatum (Walter) Kuntze
7. Stenotaphrum unilaterale Baker